# Zámek lásky

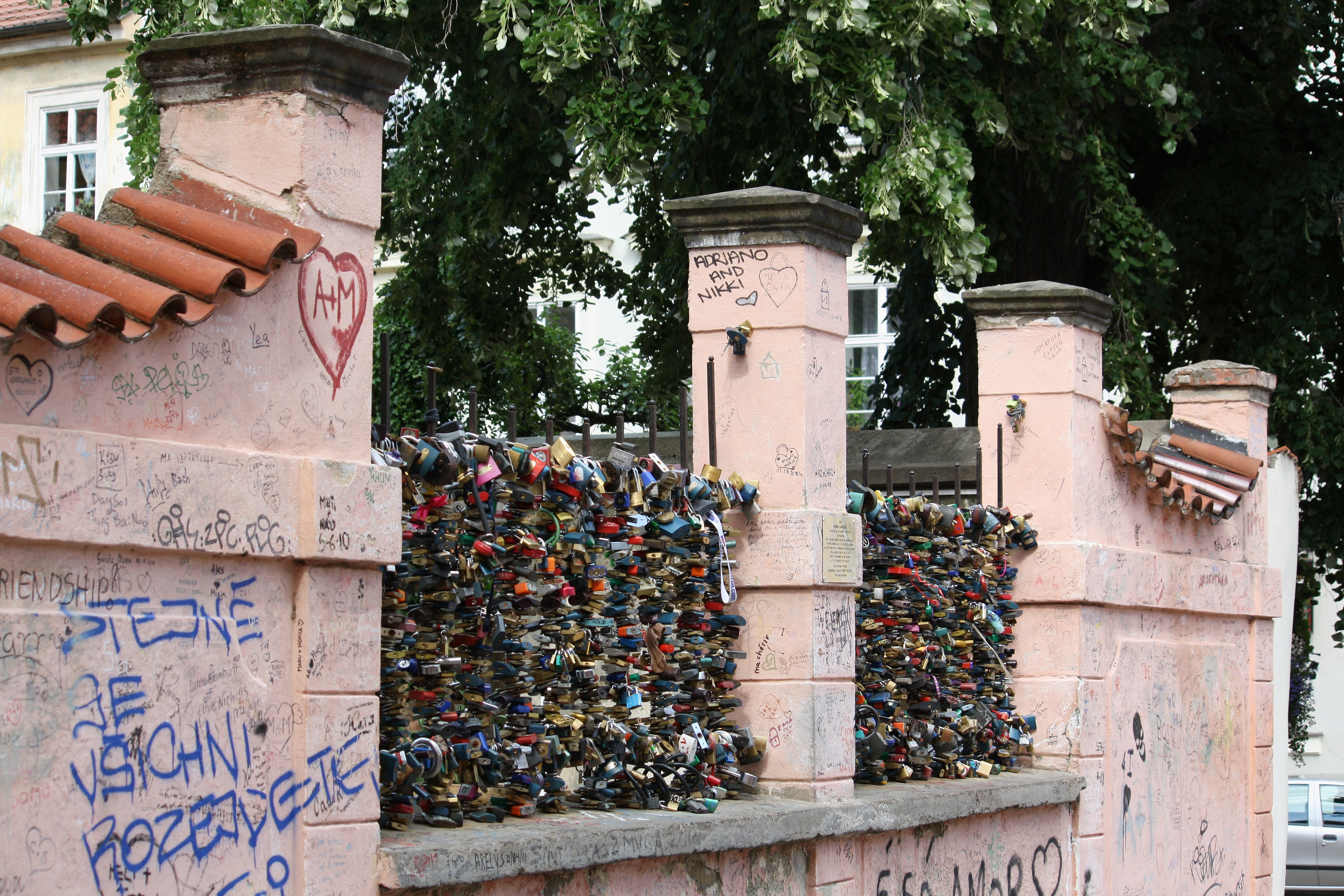
Most se zámky lásky přes Čertovku; v popředí v levé části se nachází modré graffiti Všichni se stejně rozejdete., které sarkasticky kritizuje tradici věšení zámků lásky

Zámek lásky či zámek zamilovaných je visací zámek, někdy ozdobený srdíčky nebo milostnými nápisy, který v některých zemích zamykají jako vyznání lásky zamilovaní, nejčastěji na zábradlí mostů, ale i na dalších místech na veřejných prostranstvích, považovaných za romantická.
Zámek lásky má při uzamčení pár zamilovaných navždy spojit. Odkud přesně původně tento způsob vyznání lásky pochází není jasné, novodobě ho ale zpropagoval Federico Moccia ve své knize Chci tě a především o rok později prostřednictvím filmové verze z roku 2007.

## Počátek a rozšíření zvyku
Podle některých pochází zvyk z Číny. Lidé si tam zamykají duše do kovových krabiček a klíč shazují z útesu do údolí Žlutých hor. Jiná verze říká, že pochází z 80. let dvacátého století z Maďarska a další, že vznikl z veršů srbské autorky Desanky Maksimovićové.
Podle dalšího příběhu provozovali tento zvyk jako první mladí žáci školy Sanita in Costa San Giorgio ve Florencii, kteří údajně věšeli visací zámky ze školních skříněk na mostě Ponte Vecchio.
Ve zfilmovaném romantické novele Chci tě, z roku 2007, tuto myšlenku použil Federico Moccia. Milenci v díle stvrzují svou lásku tím, že zamykají na Milvijský most v Římě zámek a klíč házejí se slovy per sempre – navždy do Tibery. Právě tam totiž údajně zemřel patron zamilovaných, svatý Valentýn. Román inspiroval zamilované vyznávat si lásku také tímto způsobem nejprve v Římě, právě na mostě Ponte Milvio, později ale také v ostatních italských městech. Nakonec se díky románu, a nejvíce pak po roce 2007 díky filmu, zvyk rozšířil i do dalších zemí v celé Evropě i mimo ni.

## Nevole správců mostů
Někde podporují aktivity zamilovaných sami starostové. Většinou ale správci mostů a dalších postižených objektů, kterými jsou nejčastěji právě radnice, s věšením těchto zámků nesouhlasí.
Zamilovaní věší zámky na zábradlí vzácných památek nebo čerstvě zrekonstruovaných mostů a ty je podle správců ničí. Odírají nátěr; rez účinkuje na staré stavby, při větším množství zámků je problémem jejich hmotnost a může dojít i k narušení statiky zábradlí nebo celého mostu, jako se stalo např. v roce 2014 na Pont des Arts v Paříži.

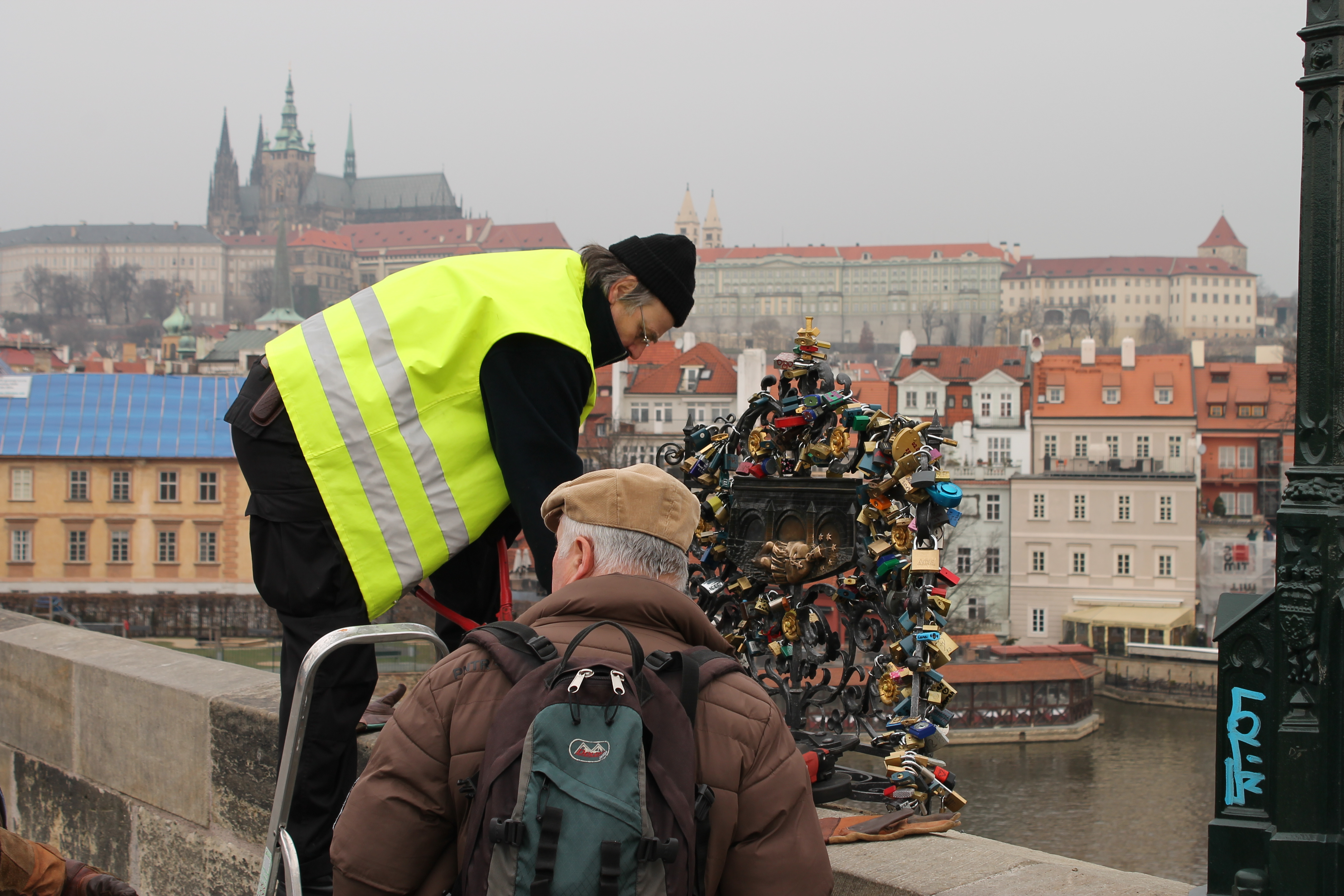
Odstraňování zámků lásky na Karlově mostě

Radnice kvůli tomu často zámky nechávají průběžně odstraňovat. Například radnice v Děčíně uvažovala o vyhlášení lokality, kterou pro věšení zámků lásky doporučí. V Římě hrozila za zavěšení zámku na Ponte Milvio pokuta až 50 eur.
Na pražském Karlově mostě správci odstraňují zámky každý týden, za tuto dobu jich přibude až 300. Nejvíce vadí zámky na mřížce připomínající svržení Jana Nepomuckého do Vltavy, tato mřížka byla kvůli zámkům opakovaně poškozena.

## Jméno zvyku
Většinou se takto upravené zámky nazývají „zámky lásky“, na Tchaj-wanu například „zámky touhy“ a na Moravě místy také „kladky z lásky“.

## Obchodní význam zvyku
Na zvyk zareagovali někteří světoví výrobci zámků, kteří vyrábějí série určené přímo pro zamilované. Jedná se především o zámky ve tvaru srdce nebo zámečky s odpovídajícími potisky.
Zájem o tento zvyk v České republice dokládal například údaj, podle něhož se zájem o visací zámky v období před Valentýnem zvyšoval zhruba o 15 %.

## Galerie

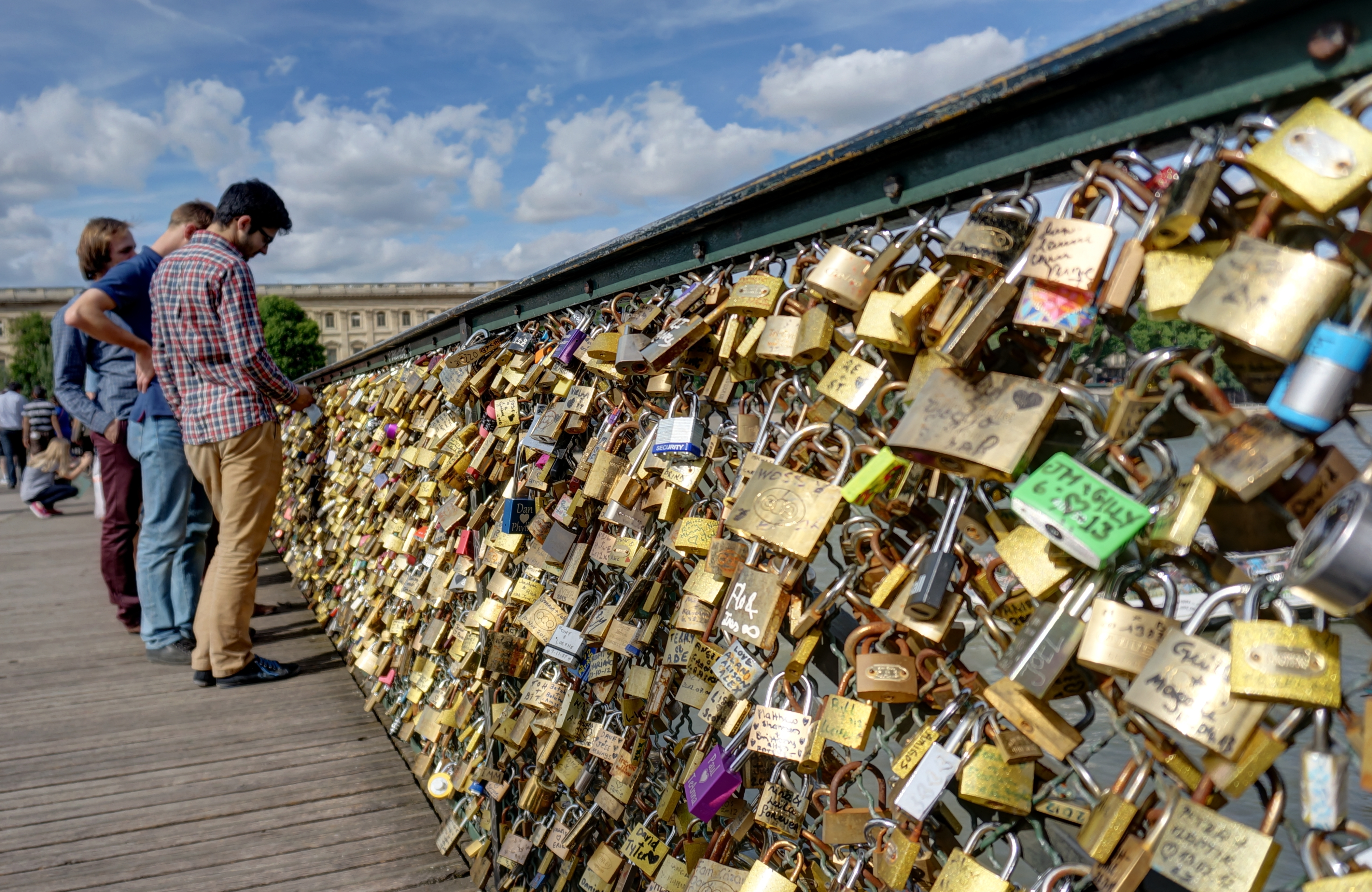
Most umění v Paříži
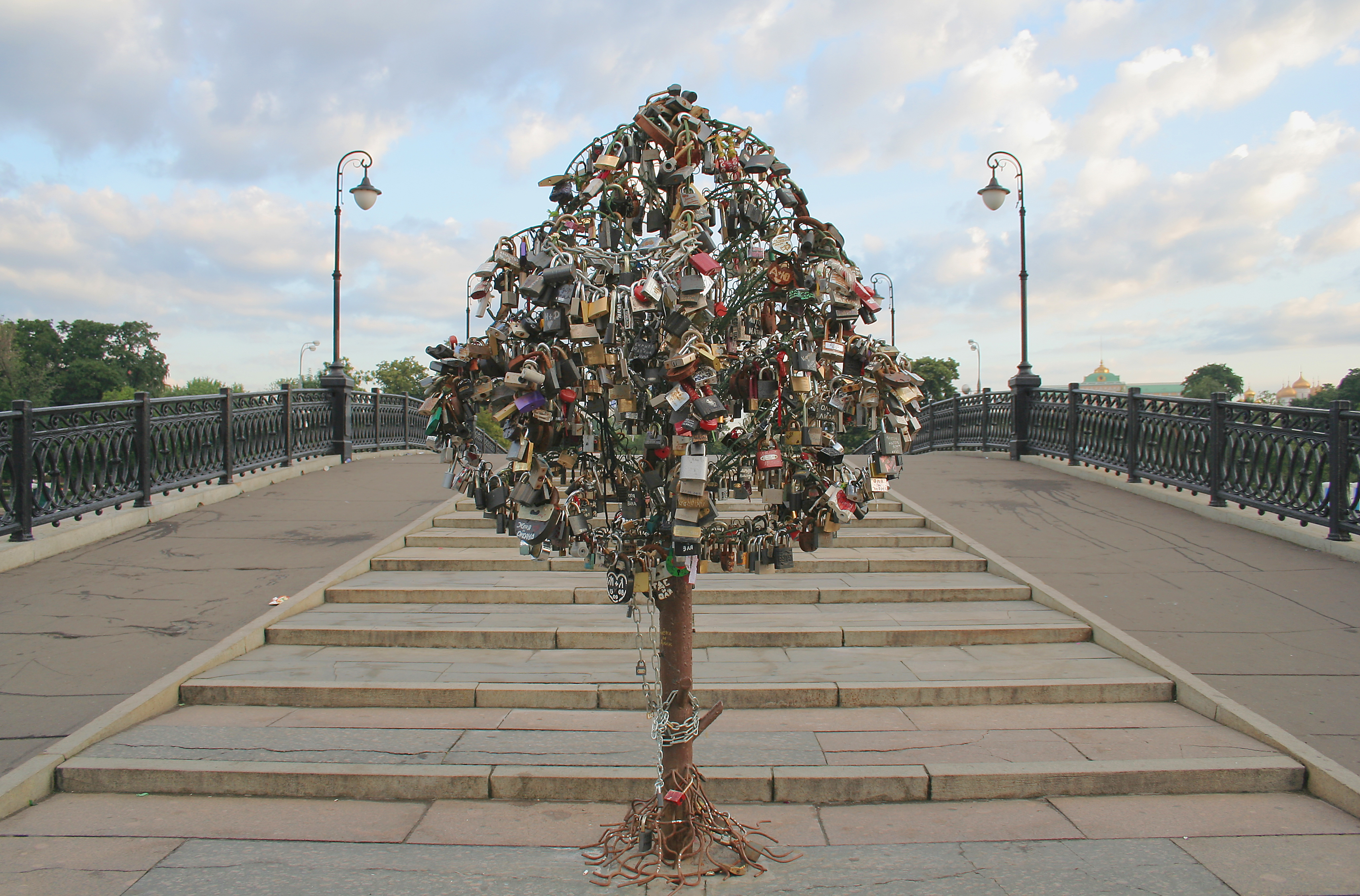
Strom lásky v Moskvě
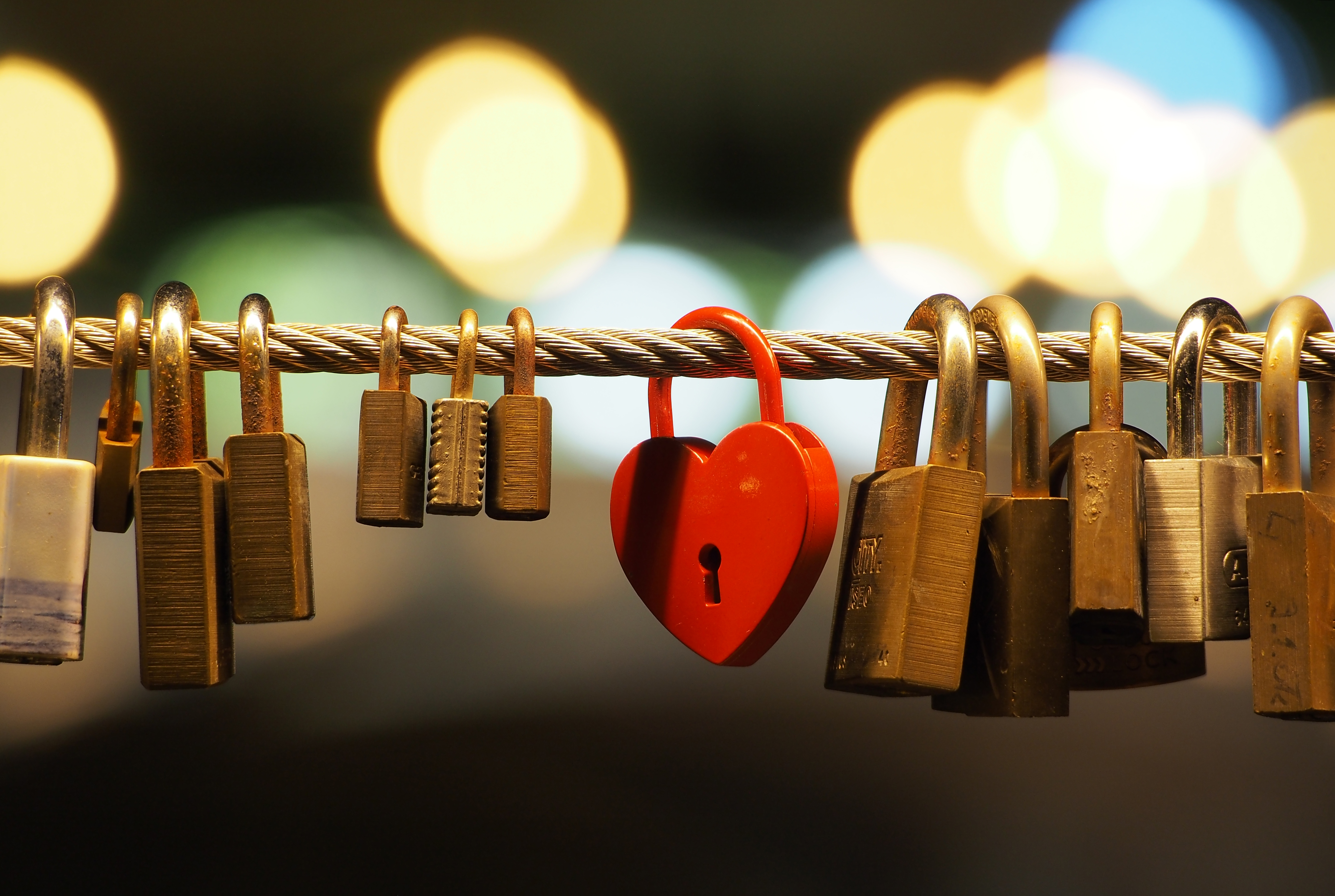
Řeznický most v Lublani
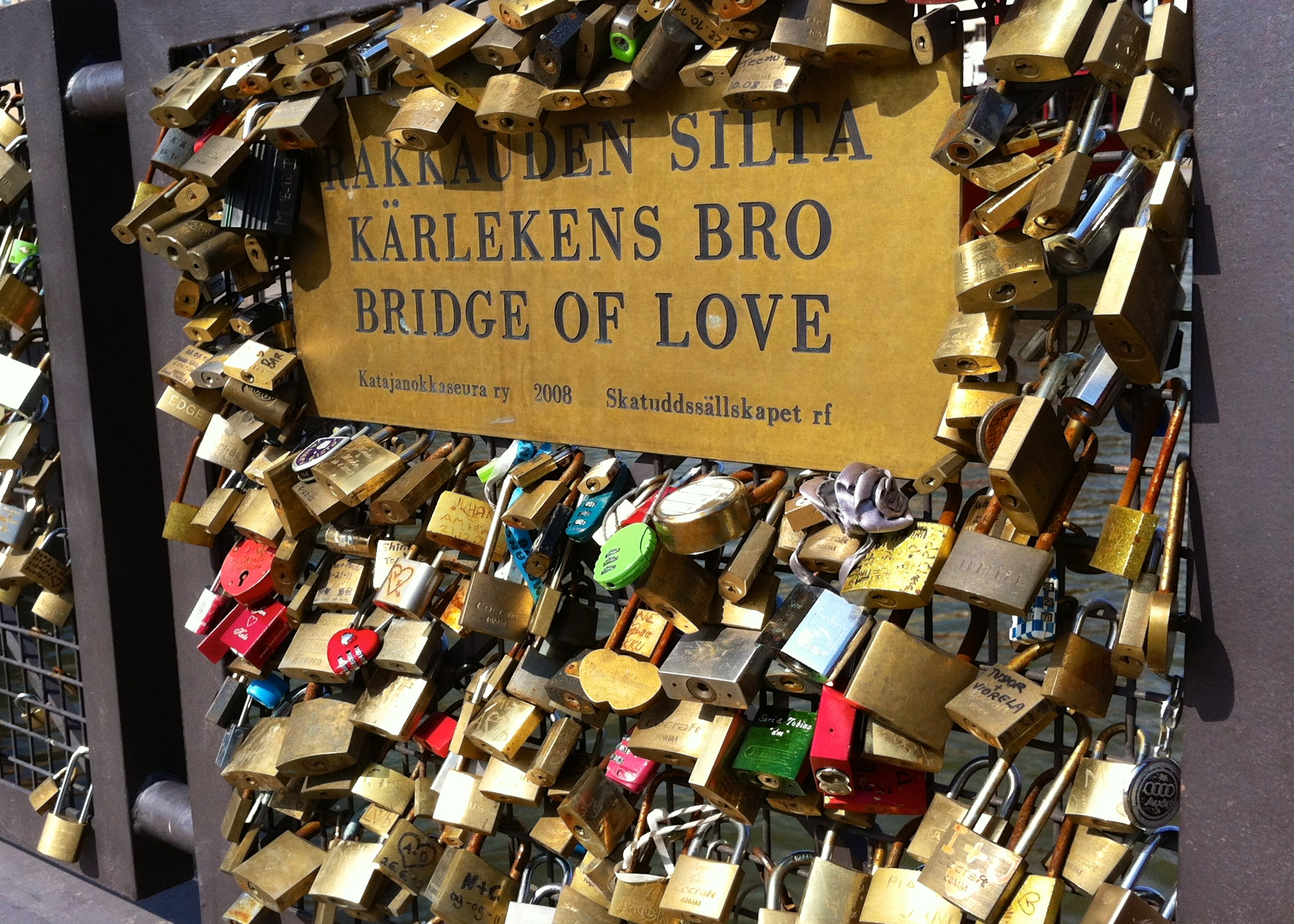
Most lásky v Helsinkách